# Дома К. С. Меняева
Дома К. С. Меняева— ансамбль из трёх исторических зданий на Невском проспекте в Центральном районе Санкт-Петербурга, объект культурного наследия народов РФ, памятник регионального значения.
Современный адрес:
- 191025, Россия, г. Санкт-Петербург [Центральный район, Литейный округ], Невский проспект, д. 90–92 литера А[1] — лицевой корпус (дом №90)
- 191025, Россия, г. Санкт-Петербург [Центральный район, Литейный округ], Невский проспект, д. 90–92 литера Г[2] — корпус дворового флигеля, в глубине двора по центру,
- 191025, Россия, г. Санкт-Петербург [Центральный район, Литейный округ], Невский проспект, д. 90–92 литера Б[1] — лицевой корпус (дом №92).

## История
Этот дом является одним из двух домов купцов Меняевых на Невском проспекте.
Сам участок получил свою планировку в период конца XVIII — начале XIX века. На участке Меняевых (Невский 90-92) были симметрично расположены два трехэтажных дома, между ними был проезд к деревянному особняку, за которым находился сад.
Владельцем дома с конца XVIII века был Д. Фаминицын, в это время в одном из этих домов жил в полководец князь П. И. Багратион (1810—1811 годы).
Позже в одном из домов жил журналист и писатель Ф. В. Булгарин.
В первой половине XIX века участок приобрёл купец, почётный гражданин города К. С. Меняев, затем до национализации 1917 года дом принадлежал членам его семьи.
В конце XIX — начале XX века симметрия ансамбля была нарушена. Сначала был перестроен дом № 90. В 1900-х годах в здании находилась контора инженера Р. Э. Эрихсона. Позже, в 1903—1904 годах был расширен дом № 92: архитектор А. П. Шильцов начал расширение здания, закончил работы архитектор А. М. Кочетов. В результате работ дом был надстроен и получил более пышное, чем у дома № 90, оформление в стиле эклектика — выполнены пилястры, рустовка, фигурные наличники.
После перестройки в здании разместилась гостиница «Веста», которая существовала до октября 1917 года. Также в 1898—1913 годах здесь размещалось издательство «Знание», созданное К. П. Пятницким.
С 1900 года главным действующим лицом издательства был Максим Горький.
Издательство выпускало большое количество книг великих писателей того времени (Чехов, Куприн, Бунин, Горький, Серафимович, Гарин-Михайловский).

В доме № 90 существовали меблированные комнаты «Сан-Ремо». В этих комнатах в период с 23 по 30 ноября 1905 года жили под чужими фамилиями В. И. Ленин и Н. К. Крупская. В 1907 году здесь размещалась штаб-квартира социал-демократической фракции II Государственной Думы. 5 мая 1907 депутатов посетили солдаты — делегаты частей петербургского гарнизона, передавшие им «солдатский наказ» — петицию с жалобами и пожеланиями. Сразу же после этого на квартиру нагрянула полиция (предупрежденная агентами, внедренными в Военную организацию РСДРП). Полиция застала в квартире 35 человек, из них 5 депутатов, и множество документов, свидетельствующих о революционной деятельности. Правительство П. А. Столыпина использовало этот инцидент как предлог для роспуска II Думы (подробнее см. Третьеиюньский переворот).

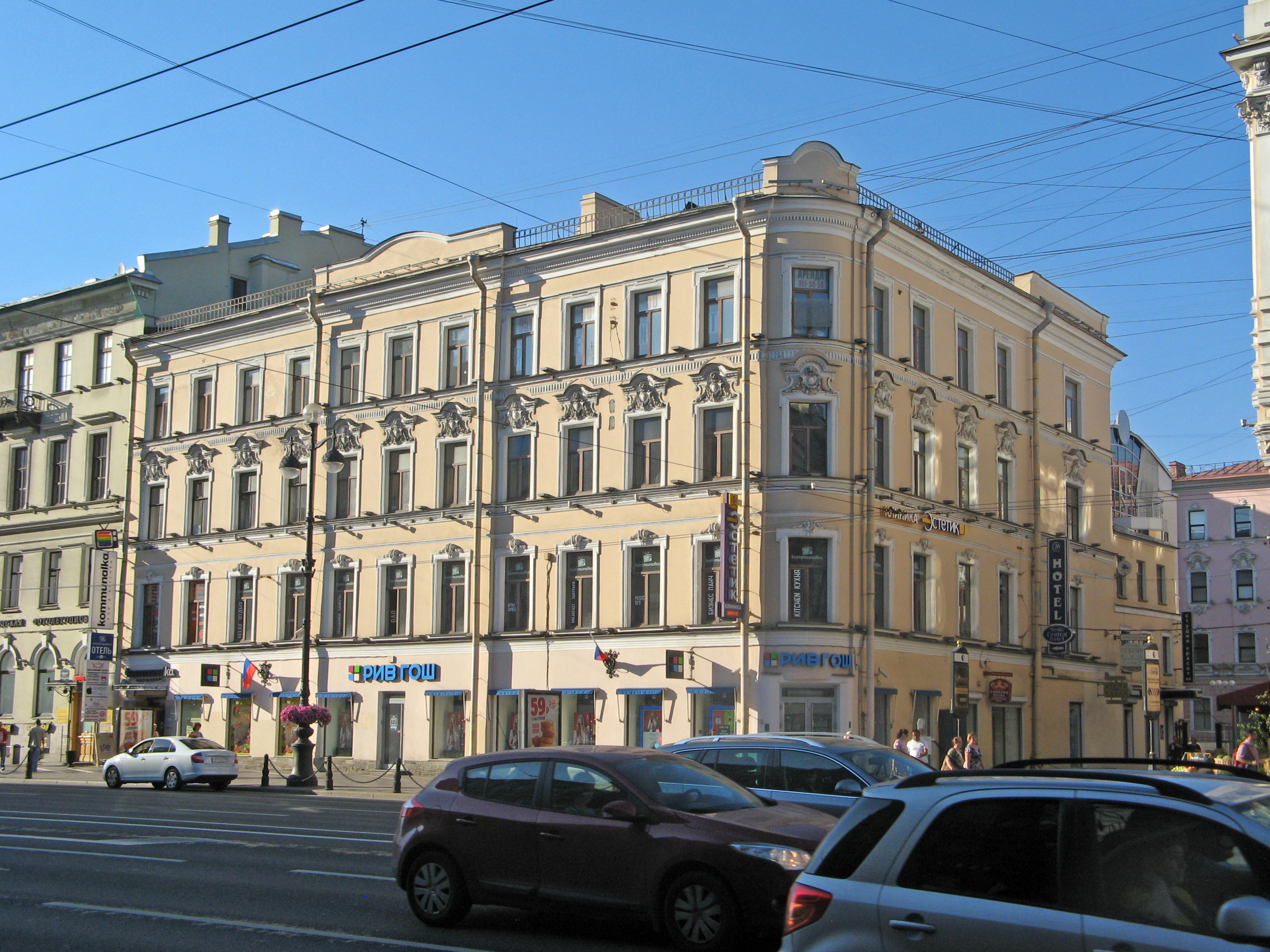
Дом 90 в 2015 году
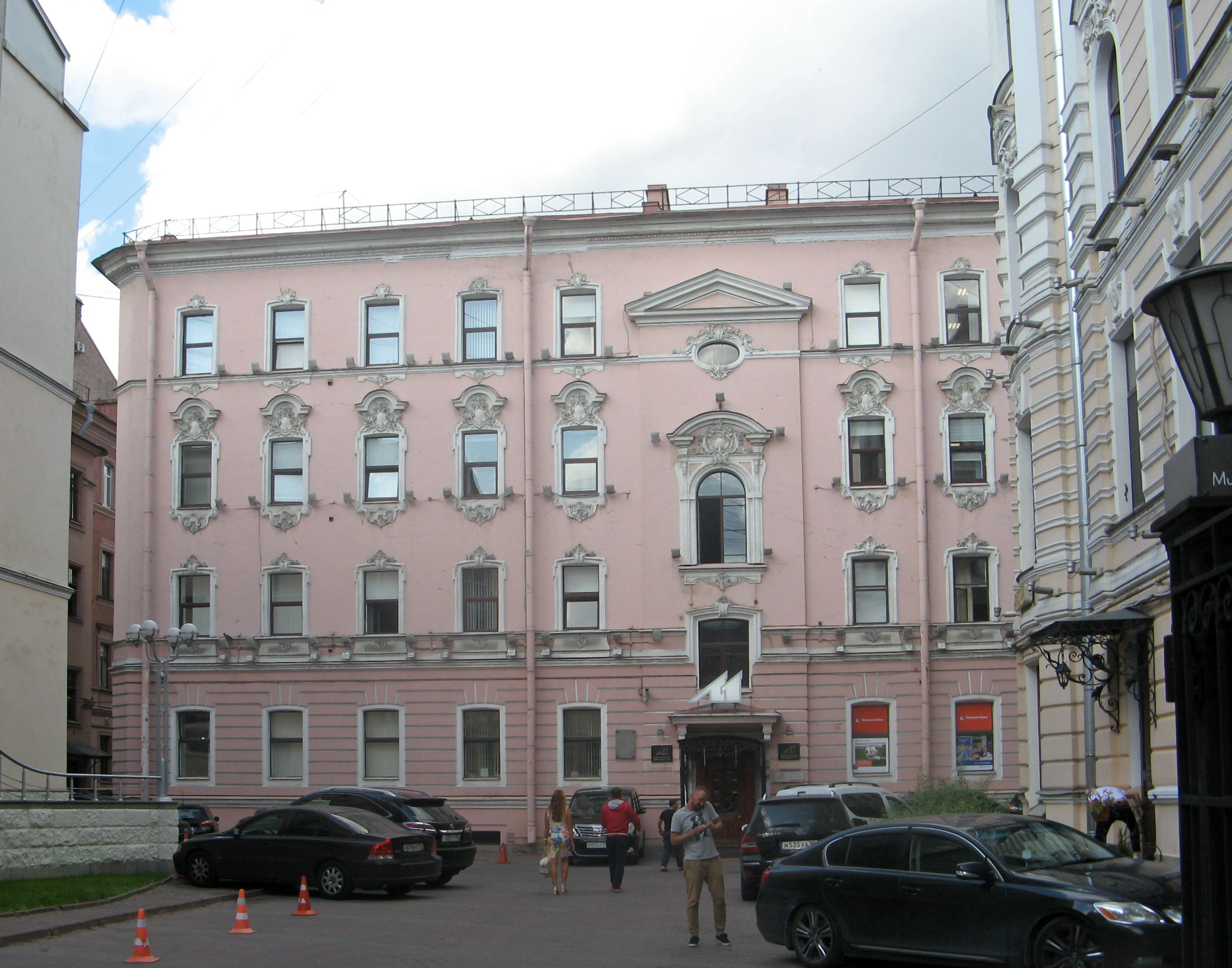
Дворовый флигель
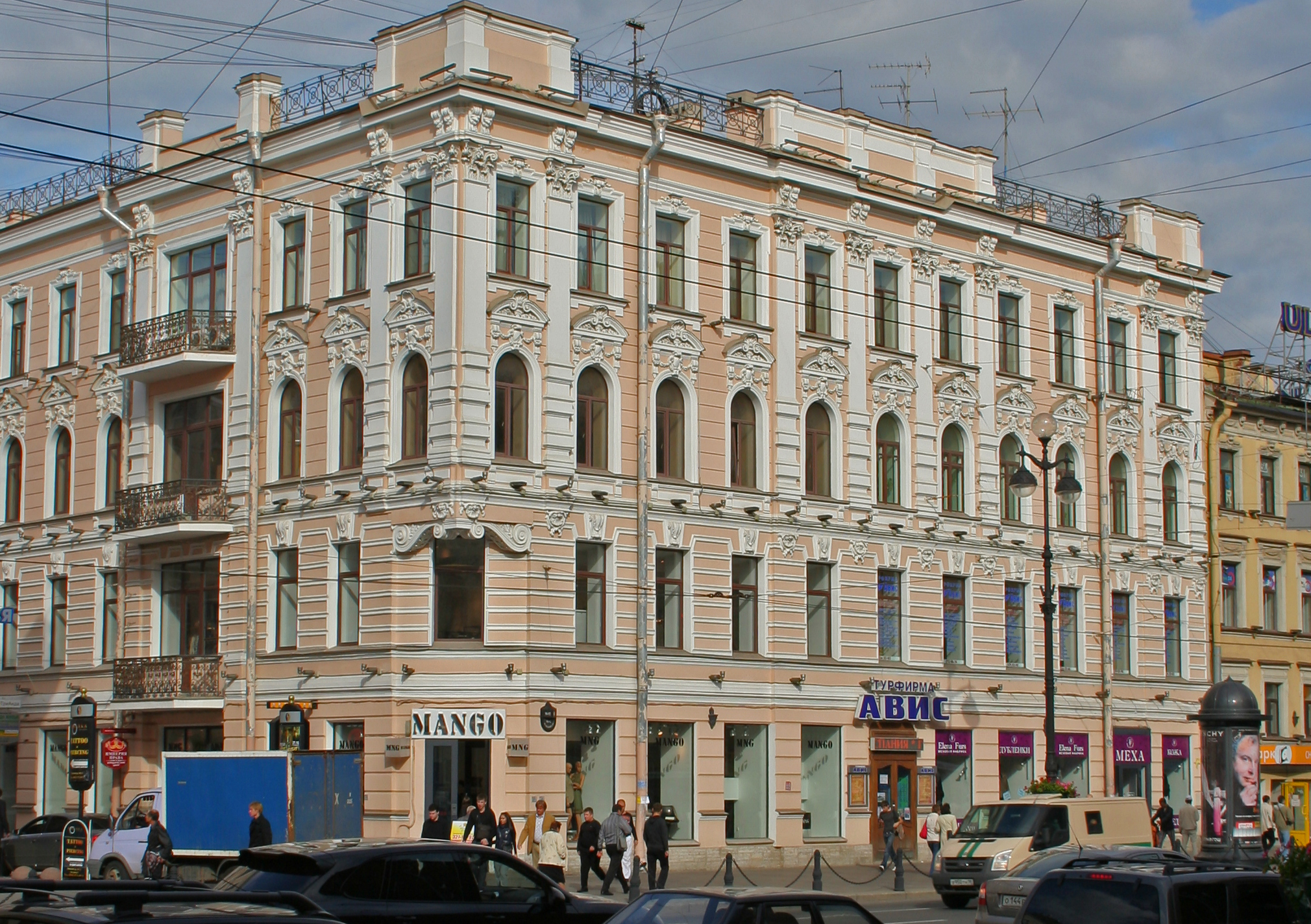
Дом 92 в 2010 году

После октября 1917 года меблированные комнаты прекратили существование вместе с гостиницей.
В конце XX века в этом здании были размещены две мини-гостиницы:
- «Веста» — три звезды, 12 номеров, открыта во внутреннем флигеле в апреле 1999 года.
- «Примавера» — три звезды, 14 номеров находится в доме 92.

В 2009 году в здании был открыт трёхзвёздочный семейный отель «АГНИ» на 77 номеров.
В 2008 году дом был признан аварийным Госстроем РФ и должен быть расселён. В 2009 году был проведен капитальный ремонт здания.
В центральном корпусе во дворе в 1926–1930 годах жил и работал инженер-изобретатель Н.И. Тихомиров, основатель Газодинамической лаборатории – первой в стране исследовательской и конструкторской организации по разработке ракетной техники. С 2013 года центральный дворовый корпус занимает строительная компания Л1 и Промсвязьбанк.